# アトリエ

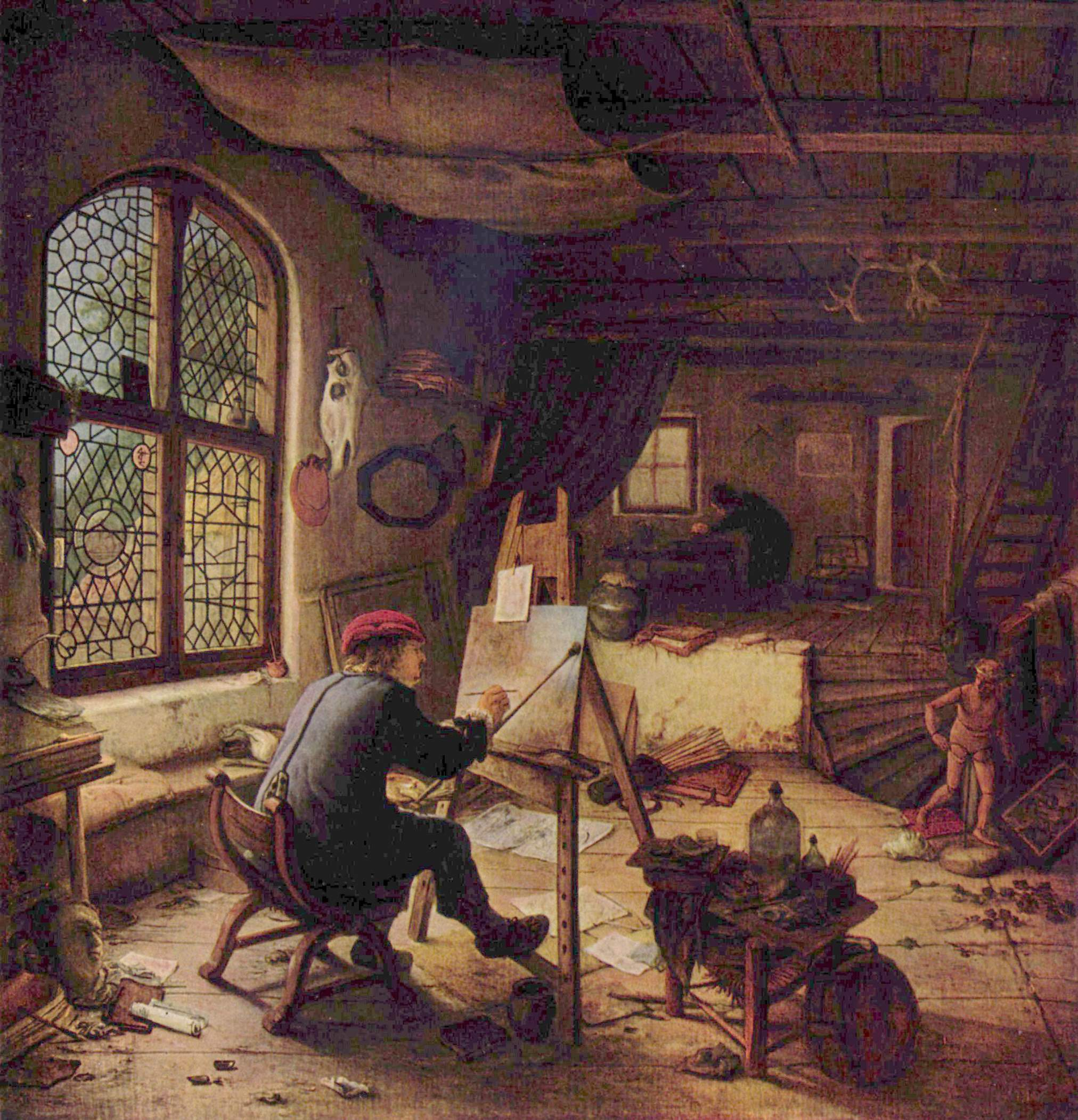
アトリエで制作中のアドリアーン・ファン・オスターデの自画像、1663年。

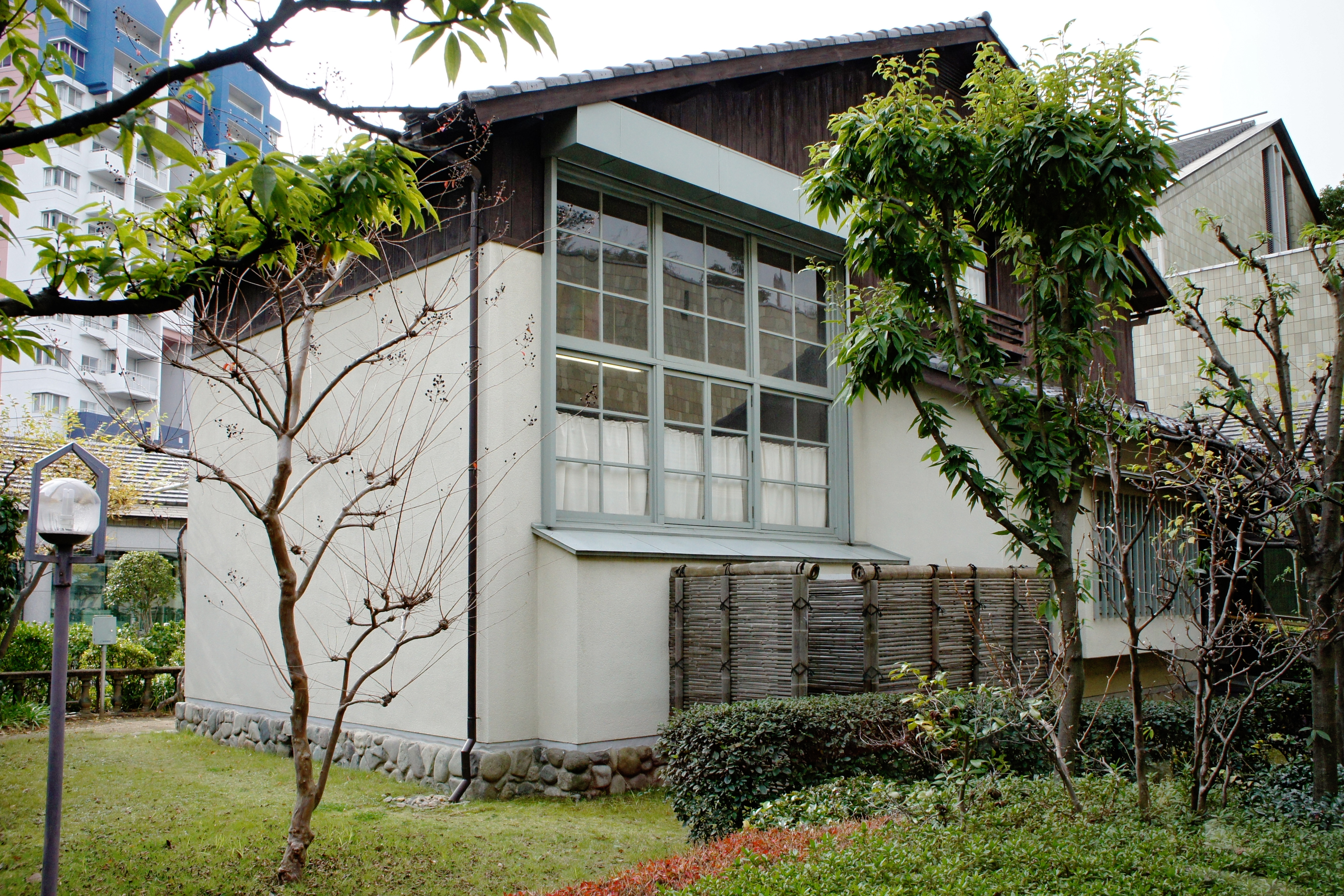
洋画家小磯良平アトリエ（1949年築）

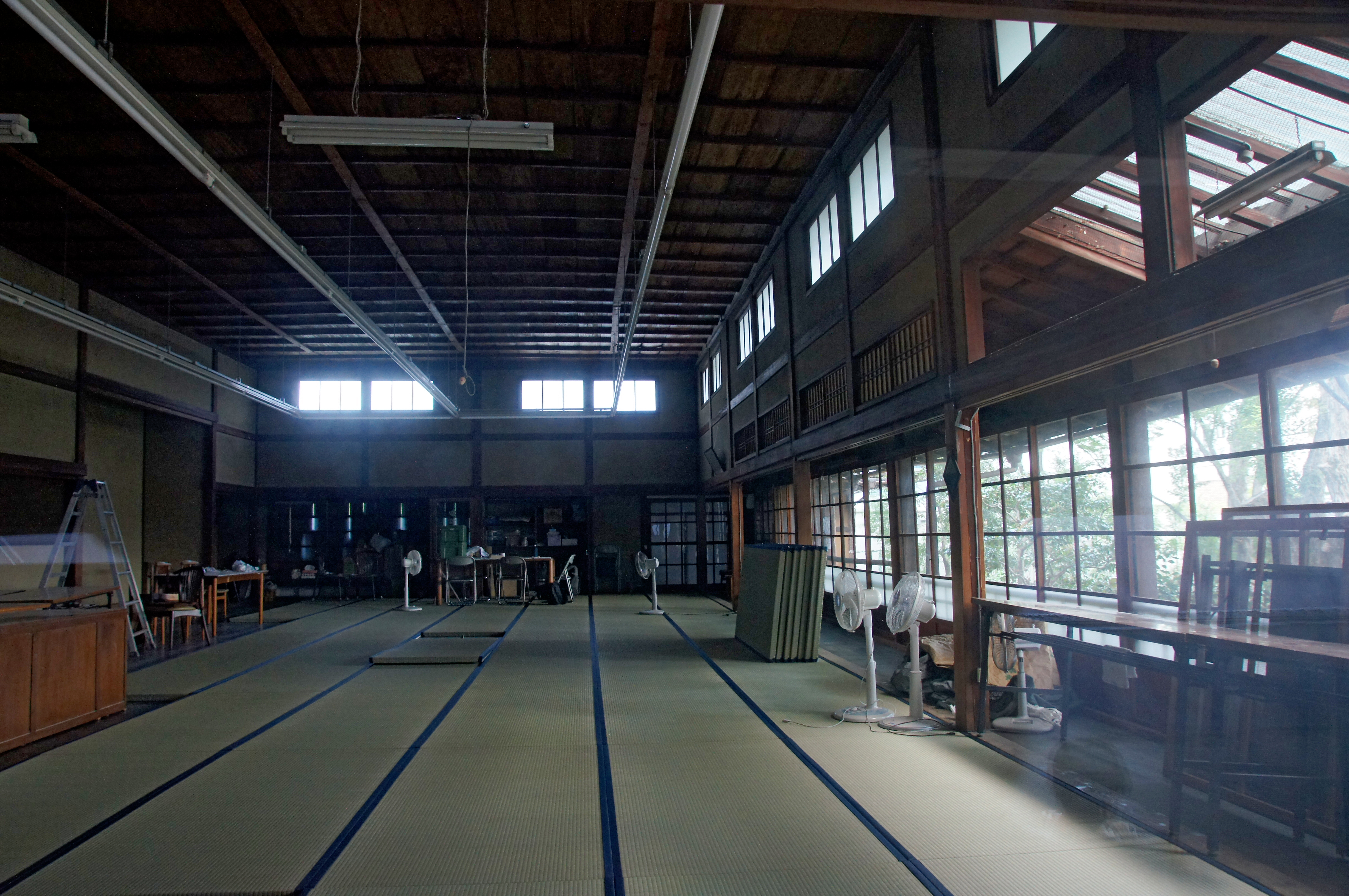
日本画家木島桜谷アトリエ（櫻谷文庫画室、1913年築）

アトリエ（仏：atelier）、工房（こうぼう） とは、画家・美術家・工芸家・建築家などのアーティスト（Artiste=美術家）・芸術家が仕事を行うための専用の作業場のこと。また、その工房を拠点とする芸術家集団をさしてアトリエと呼ぶこともある。フランス語のatelierは「木片の堆積」を意味することから転じて「大工・木工の仕事場」をさすようになったともいわれる。 英語ではスタジオ（studio）と呼ばれる。

## 概要
15世紀以降、多数の注文を受けて社会的に成功した画家や彫刻家は、弟子たちとともに作業をする大きな工房を構えた。大人数が大きな作品の制作のために働くには、作業スペース、材料・道具置場、制作中や制作後の作品置場などが必要であり、作品をよく見て作るために光のさしこむ大きな窓も必要であった。
今日でも美術家のアトリエは、必要な機材や材料を置くため、また大きな作品を制作するために、広くて天井の大きな明るい空間であることが重要である。もっとも資金力のない若い画家などは大都市の中心で大きな部屋は借りられないため、廃工場や廃倉庫のロフトを格安で手に入れ再利用したり、農村部の納屋などを使うこともある。都市郊外の家賃が安い地区や、都心に近いが衰退した地区など、アトリエの手に入れやすい地区は歴史的に美術家街となりやすい（例：19世紀から20世紀初頭のパリのモンマルトルやモンパルナス、第二次大戦後のニューヨークのソーホーやチェルシー、近年の旧東ベルリンのミッテ区、北京郊外の大山子地区など）。

## アトリエ事務所
建築分野では建築設計事務所を、ゼネコン設計部（公共建築の設計は出来ない）、ハウスメーカー、組織系建築設計事務所（例、日建設計）、アトリエ系建築設計事務所（建築家個人の事務所）と分類することがある。このうちアトリエ系建築設計事務所とは、ひとりの建築家を中心とした建築設計事務所を指し、組織系建築設計事務所と比較して述べられ、建築家の個性と理念を強く反映した設計が行われる。
通常、アトリエ事務所の主宰（と組織事務所の設計チーフ）が建築家と呼ばれ、建築家はもちろん、スタッフも建築設計関連の資格は保有していることが一般的である。アトリエ事務所は作家性、作品件を追求し、妥協なくより良い作品を創るのが一般的な方針で、意匠設計能力が重視される。
このほかデザイン分野の小規模な事業者、事務所で、創作活動の場、という意味で「アトリエ」という名称を使用している場合もある。また造園やランドスケープデザイン分野やアーバンデザイン業務を中心とした都市計画コンサルタントで小規模な場合も、アトリエ事務所を指すことがある。